# Tyrannochthonius wittei
Tyrannochthonius wittei är en spindeldjursart som beskrevs av Beier 1955. Tyrannochthonius wittei ingår i släktet Tyrannochthonius och familjen käkklokrypare. Inga underarter finns listade i Catalogue of Life.